# Абибаал
Абибаал е цар на финикийския град Тир през X век пр.н.е.
Единствената информация за него се съдържа от два пасажа на Йосиф Флавий в „Срещу Апион“ (I.17 и I.18), според които той е баща и предшественик на известния цар Хирам. Въз основа на това се предполага, че той умира около 981 година пр.н.е.